# Oldsmobile Modell X
Das Oldsmobile Modell X war ein PKW, der von 1908 bis 1909 von Oldsmobile gefertigt wurde. Er ähnelte in der Konzeption den zeitgenössischen Modellen M und DR, hatte aber einen etwas kleineren Motor und eigenartig nach außen gestellte Kotflügel vorne.
Das Fahrzeug hatte einen vorne eingebauten, wassergekühlten Reihenvierzylinder-Viertaktmotoren, die bei einem Hubraum von 4949 cm³ eine Leistung von 32 bhp (23,5 kW) erreichten.
Die Motorkraft wurde über ein Dreiganggetriebe mit Schalthebel rechts außen und eine Kardanwelle an die Hinterräder weitergeleitet. Das Bremspedal wirkte auf die Kardanwelle, der Handbremshebel auf die Trommelbremsen an den Hinterrädern. 1908 wurde das Modell X als 4-türiger Tourenwagen geliefert, 1909 als 2-türiger Spezial-Roadster. Acetylenbeleuchtung, Öllampen und Gepäckträger waren serienmäßig.
Zusammen mit dem etwas größeren Modellen M und MR entstanden 1908 1000 Fahrzeuge, im Jahr 1909 waren es zusammen mit den Modellen D und DR 1100 Exemplare  Im Folgejahr entfiel das Modell X ersatzlos.